# Elezioni parlamentari in Repubblica Ceca del 2002
Le elezioni parlamentari in Repubblica Ceca del 2002 si tennero il 14 e 15 giugno per il rinnovo della Camera dei deputati. In seguito all'esito elettorale, Vladimír Špidla, espressione del Partito Social Democratico Ceco, divenne Presidente del Governo; nel 2004 fu sostituito da Stanislav Gross, cui nel 2005 seguì Jiří Paroubek.

## Risultati
| Liste                                  | Voti      | %     | Seggi |
| -------------------------------------- | --------- | ----- | ----- |
| Partito Social Democratico Ceco        | 1 440 279 | 30,21 | 70    |
| Partito Democratico Civico             | 1 166 975 | 24,48 | 58    |
| Partito Comunista di Boemia e Moravia  | 882 653   | 18,51 | 41    |
| Coalizione KDU-ČSL - US-DEU            | 680 671   | 14,28 | 31    |
| Raggruppamento degli Indipendenti      | 132 699   | 2,78  | –     |
| Partito dei Verdi                      | 112 929   | 2,37  | –     |
| Repubblicani - Miroslav Sládek         | 46 325    | 0,97  | –     |
| Partito Rurale - Forze Civiche Unite   | 41 773    | 0,88  | –     |
| Partito per la Sicurezza della Vita    | 41 404    | 0,87  | –     |
| Partito Nazionale Sociale Ceco         | 38 655    | 0,81  | –     |
| Speranza                               | 29 955    | 0,63  | –     |
| Blocco della Destra                    | 28 163    | 0,59  | –     |
| Alleanza Democratica Civica            | 24 278    | 0,51  | –     |
| Scelta per il Futuro                   | 16 730    | 0,35  | –     |
| Via del Cambiamento (con Indipendenti) | 13 169    | 0,28  | –     |
| Partito Democratico Moravo             | 12 957    | 0,27  | –     |
| Partito del Senso Comune               | 10 849    | 0,23  | –     |
| Altri <10.000 voti                     | 47 542    | 1,00  | –     |
| Totale                                 | 4 768 006 | 100   | 200   |

- Dei 31 seggi della Coalizione, 23 sono assegnati a KDU-ČSL, 8 a US-DEU